# Millwall brick

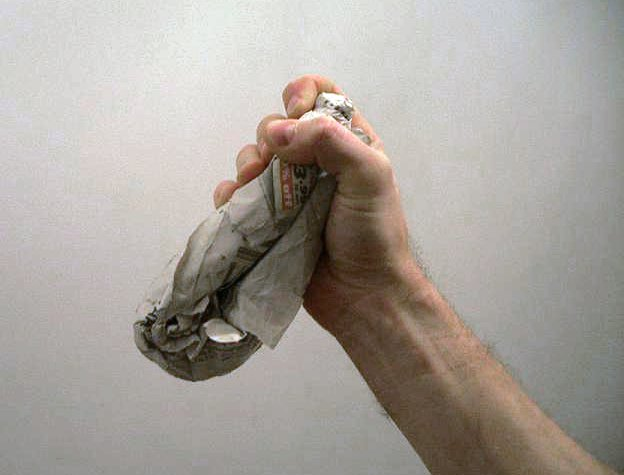
Millwall brick

Millwall brick – improwizowana broń obuchowa wykonana z pozwijanych gazet, używana jako pałka do zadawania uderzeń. 
Nazwa broni powstała na cześć kibiców angielskiego klubu piłkarskiego Millwall F.C., którzy słyną ze stadionowego chuligaństwa. Millwall brick była używana jako broń podczas meczów piłki nożnej w Anglii w latach 60. i 70. XX wieku. Popularność tej broni była spowodowana szeroką dostępnością gazet, trudnościami w ograniczaniu wnoszenia gazet na boiska piłkarskie oraz łatwością jej wykonania.

## Historia
Pod koniec lat 60. XX wieku – w odpowiedzi na piłkarskie chuligaństwo na meczach w Anglii – policja zaczęła konfiskować wszelkie przedmioty, które mogły być użyte jako broń. Wśród tych przedmiotów znalazły się między innymi stalowe grzebienie, długopisy czy „wafle” pod piwo. Gazety wnoszone na stadiony nie były konfiskowane, co wykorzystali kibice robiąc z nich broń używaną następnie w bójkach.   
W 1978 roku millwall brick zyskała szerszy rozgłos, gdy dziennik Daily Mirror opublikował artykuł o jej użyciu przez pseudokibiców klubu piłkarskiego Chelsea F.C. na trybunie „Shed End” stadionu Stamford Bridge w Londynie. W artykule wstępnym programu meczowego klubu piłkarskiego Brentford F.C. z tego samego roku, potępiającym chuligaństwo stadionowe, napisano, że klub piłkarski Stoke City F.C. „zakazał młodym kibicom wnoszenia gazet na boisko Victoria Ground po walkach na miejscach stojących, podczas których widziano millwall brick w akcji”.

## Opis
Do stworzenia millwall brick najlepiej nadawały się gazety o dużym formacie, ale angielska policja patrzyła podejrzliwie na kibiców którzy wchodzili na stadion z takimi gazetami. Ze względu na mniejszy format, najlepszym „tworzywem” do wykonania broni były brukowce. Millwall brick skonstruowana była z kilku ułożonych w stos arkuszy gazet i ciasno zwiniętych wzdłużnie. Powstała w ten sposób tuba była następnie zginana na pół, tworząc rękojeść i zaokrągloną główkę w zagięciu.
W książce Spirit of ’69: A Skinhead Bible znajduje się opis wykonania millwall brick przez brytyjskich pseudokibiców pod koniec lat 60. XX wieku, który polegał na ciasnym zwijaniu gazet, by uformować z nich pałkę, a następnie zrobieniu kastetu z pensów trzymanych w miejscu na owiniętym wokół papierze. W ten sposób oszukiwano policję wchodząc na stadion z drobniakami w kieszeni i Daily Mirror pod pachą.